# 神戸市立友生支援学校
神戸市立友生支援学校（こうべしりつ ゆうせいしえんがっこう）は、兵庫県神戸市兵庫区夢野町にある市立特別支援学校。肢体不自由者および知的障害者を教育対象とする。

## 設置学部
- 幼稚部（肢体不自由部門のみ）
- 小学部
- 中学部
- 高等部
- みなと分教室・訪問学級（兵庫県立こども病院内）[1]

## 歴史
公式サイト「沿革史」による。「友生」の校名は詩経「伐木」の「相彼鳥矣 猶求友聲 矧伊人矣 不求友生」（鳥でさえ友を求めて鳴く。まして人間どうして友をもとめないことがあろうか）という一節に拠る。肢体不自由教育校として長い歴史を誇ってきたが、神戸市東部の特別支援学校再編により知的障害部門を新設し、総合的な支援学校に発展した。
- 1956年（昭和31年）4月 - 東灘区住吉東町に肢体不自由児を対象とする神戸市立友生小学校として開校。校舎は同敷地内の神戸市立住吉小学校の旧校舎を使用。
- 1957年（昭和32年）9月 - 神戸市立友生養護学校となる。肢体不自由養護学校の設置は県下で初。
- 1960年（昭和35年）4月 - 高等部設置。
- 1963年（昭和38年）10月 - 新校舎第1期工事竣工。
- 1976年（昭和51年）4月 - 神戸市立垂水養護学校開校に伴い校区を東西に分離。本校は神戸市東部を校区とする。
- 1983年（昭和58年）4月 - 神戸市立西戸田養護学校[4]閉校に伴い病弱訪問教育部（わらび学級）が本校に移管。
- 2013年（平成25年）4月 - 現在地（2008年度末で閉校した神戸市立菊水小学校（現在の神戸市立夢野の丘小学校の前身校の一つ）の跡地）に移転し、学校名を神戸市立友生支援学校に変更。同時に旧校舎にて住吉分校を開校。知的障害部門を新設。
- 2021年（令和3年）3月 - 住吉分校を閉校。分校の校区は新設された神戸市立灘さくら支援学校へ移管[5][6]。

## 通学区域
創立当初は神戸市全域が校区であったが、他校の新設に伴い校区を移管したことから、現行の通学区域は、神戸市のうち兵庫区・長田区となっている

## アクセス
- 神戸市営地下鉄湊川公園駅・神戸電鉄湊川駅から北へ徒歩10分。
- JR神戸駅から神戸市営バス乗車、「夢野町2丁目」バス停下車、徒歩3分[1]。